# Friedrich Lehne (Jurist)
Friedrich Lehne (* 30. Juni 1913 in Baden; † 16. Dezember 2006) war ein österreichischer Rechtswissenschaftler und Verwaltungsrichter. Lehne war von 1978 bis 1982 Vizepräsident des österreichischen Verwaltungsgerichtshofs und von 1966 bis 1983 Ersatzmitglied des österreichischen Verfassungsgerichtshofs.

## Ausbildung
Friedrich Lehne wurde am 30. Juni 1913 als Sohn von Friedrich Freiherr Lehne von Lehnsheim, eines Sektionschefs im k.k. Landesverteidigungsministerium und kurzfristigen Leiter des Ministeriums, im niederösterreichischen Baden geboren. Er besuchte das humanistische Gymnasium in Baden, wo er im Jahr 1932 auch maturierte. Daran anschließend begann Lehne das Studium der Rechtswissenschaften an der Universität Wien. 1937 wurde er ebendort zum Doktor der Rechte (Dr. iur.) promoviert. Bereits während seiner Studienzeit galt sein besonderes Interesse der Rechtsgeschichte, weshalb er parallel dazu in den Jahren 1933–35 den 39. Kurs am Institut für Österreichische Geschichtsforschung belegte, wo er mit einer Staatsprüfungsarbeit zum Thema „kaiserliche Druckprivilegien“ abschloss. 1936 besuchte er noch im Rahmen seines Studiums das Bureau d' Etudes Internationales in Genf.

## Beruflicher Werdegang
Seine erste berufliche Station führte Friedrich Lehne direkt nach Studienabschluss Ende des Jahres 1937 als Aspirant zur Wiener Gemeindeverwaltung. Dort wurde er zunächst mit Aufgaben im Bereich Gewerbe- und Sozialversicherungsrecht betraut. Nach dem Anschluss Österreichs an das nationalsozialistische Deutsche Reich wurde Lehne aufgrund seiner Zugehörigkeit zur österreichischen politischen Partei Vaterländische Front aufgrund eines Gesetzes zur Neuordnung des österreichischen Berufsbeamtentums im Mai 1938 aus dem Gemeindedienst entlassen. Im Jahr 1939 wurde er zum Wehrdienst eingezogen und in der Flugabwehr eingesetzt. Am 29. März 1945 geriet er zum Kriegsende hin in amerikanische Kriegsgefangenschaft, aus der er nach etwa einem Jahr entlassen wurde.
Nach seiner Rückkehr im Jahr 1946 hätte Lehne eine Anstellung im Außenministerium annehmen können, entschied sich aber dazu, eine Stelle im Präsidialsekretariat des Verwaltungsgerichtshofs anzunehmen, die er im April 1946 antrat. Nachdem der Verwaltungsgerichtshof zu dieser Zeit mit einer großen Zahl an Fällen überlastet war, wurde Lehne nicht ganz gesetzeskonform mit „hilfsrichterlichen Aufgaben“ betraut und durfte daher auch selbständig Akten bearbeiten. 1955 wurde Friedrich Lehne in Anerkennung seiner Leistungen auf eine Stelle als Hofrat am Verwaltungsgerichtshof und damit zum ordentlichen Richter berufen. 1971 wurde er in der Folge Senatspräsident, 1978 schließlich Vizepräsident des Verwaltungsgerichtshofs. Im Jahr 1982 beendete Lehne seine Berufslaufbahn und trat in den Ruhestand.
Neben seiner Tätigkeit am Verwaltungsgerichtshof wurde Friedrich Lehne 1966 zum Ersatzmitglied des Verfassungsgerichtshofs bestellt und nahm in dieser Funktion bis zu seinem altersbedingten Ausscheiden im Jahr 1983 des Öfteren an Beratungen des Verfassungsgerichtshofs teil. Bereits 1965 war Lehne zuvor in eine Expertenkommission beim Bundeskanzleramt berufen worden, die sich mit Problemen der Grund- und Freiheitsrechte beschäftigte. Ziel dieses Kollegiums war es, einen Grundrechtskatalog für Österreich zu erarbeiten, was insbesondere im Rahmen eines verkleinerten Redaktionskomitees, dem Lehne ebenfalls angehörte, bis zum Jahr 1983 geschah. Obwohl der ausgearbeitete Entwurf dieses Gremiums nie kodifiziert wurde, betrachtete Friedrich Lehne selbst in späterer Betrachtung die Mitarbeit in der Expertengruppe als „in gewissem Sinn die Krönung“ seines „Arbeitslebens“.
Friedrich Lehne habilitierte sich im Jahr 1969 an der Rechts- und Staatswissenschaftlichen Fakultät der Universität Innsbruck und erhielt Lehrbefugnis für Verfassungslehre. Er war allerdings schon seit 1960 an der Rechtswissenschaftlichen Fakultät der Universität Wien auf Anregung von Professor Hans Lentze als Prüfer bei den Staatsprüfungen in den Fächern Rechtsgeschichte und später Verfassungs- und Verwaltungsrecht tätig. Im Jahr 1978 erhielt Lehne an der Universität Wien eine Honorarprofessur für Verwaltungsrecht, Verfassungsrecht und deren Geschichte.

## Privatleben
Friedrich Lehne war mit Inge, geb. Reut-Nicolussi, verheiratet und hatte mit dieser drei Söhne. Er wurde am Hietzinger Friedhof bestattet.

## Publikationen
- Friedrich Lehne: Ein Notschrei des Verwaltungsgerichtshofes, der nicht unbeachtet verhallen darf (= Kurzstudie der Sozialwissenschaftlichen Arbeitsgemeinschaft. Nr. 13). Wien 1996.
- Friedrich Lehne, Heinrich Schneider: Memorandum zum Thema: „Menschenrechte“ (= Texte der Österreichischen Kommission für Gerechtigkeit und Frieden „Justitia et pax“. Nr. 1). Wien 1979.
- Friedrich Lehne, Edwin Loebenstein, Bruno Schimetschek (Hrsg.): Die Entwicklung der österreichischen Verwaltungsgerichtsbarkeit. Festschrift zum 100jährigen Bestehen des österreichischen Verwaltungsgerichtshofes. Wien 1976.
- Anton Kolbabek, Friedrich Lehne (Hrsg.): Politische Bildung (Eine Schriftenreihe des Bundesministeriums für Unterricht). Wien 1970.
- Friedrich Lehne: Ungeborene schützen? (= AKV-Informationen. Nr. 1968/1). Wien 1968.
- Friedrich Lehne: Demokratie ohne Illusionen. Eine Einführung. Wien 1967 (Habilitationsschrift an der Universität Innsbruck).

## Auszeichnungen
- Großes Silbernes Ehrenzeichen für Verdienste um die Republik Österreich (1968)
- Komturkreuz des päpstlichen Gregoriusordens mit dem Stern (1973)
- Großes Goldenes Ehrenzeichen für Verdienste um die Republik Österreich (1974)
- Großes Goldenes Ehrenzeichen mit dem Stern für Verdienste um die Republik Österreich (1982)
- Leopold-Kunschak-Preis (1986)
- Kardinal-Innitzer-Preis (1989)